# Alastair Hignell
Alastair James Hignell, né le 4 septembre 1955 à Cambridge[réf. nécessaire], est à la fois un joueur de cricket et un joueur anglais international de rugby à XV, puis un journaliste sportif. Il s'investit désormais dans la lutte contre la sclérose en plaques.

## Éducation
Né en 1955, fils d'un ancien athlète britannique, il fait ses études au Denstone Collège, dans le Staffordshire, études qu'il prolonge au Fitzwilliam College, un des 31 collèges de l'université de Cambridge. À l'université de Cambridge, il pratique à la fois le cricket et le rugby. Il obtient son diplôme en 1977. Il est le deuxième homme capitaine de l'équipe de Cambridge à la fois au cricket et au rugby,.

## Carrière sportive
Il fait ses débuts dès 1975 dans l'équipe anglaise, dans une rencontre brutale avec l'Australie à Brisbane. Huit jours plus tard, il joue pour le Gloucestershire, une équipe de cricket, contre Middlesex, à Bristol, et cinq semaines plus tard, il fait 60 dans le Varsity match, la compétition entre les universités d'Oxford et de Cambridge « A l’époque, c’était possible, même si j’étais l’un des derniers à pratiquer deux sports au plus haut niveau. La saison de rugby allait de septembre à avril, puis j’enchaînais sur celle de cricket, qui se disputait de mai à septembre. Le rugby était le plus professionnel des sports amateur, et le cricket le plus amateur des sports professionnels », confie-t-il.
Après avoir quitté l'université, il continue à jouer au rugby pour Bristol et dans l'équipe anglaise durant l'hiver, tout en travaillant en tant que professeur (y compris à la Bristol Cathedral Choir School et à la Sherborne School), et au cricket pour le Gloucestershire, en été. Remarqué comme buteur, il dépasse les 1 000 coups de pied réussis par saison à trois reprises, dont la dernière saison en 1983, avant de prendre sa retraite. Son dernier match de ses quatorze sélections en équipe anglaise de rugby est en 1978-79. 
A l'inverse, il est aussi connu en France pour avoir raté 5 des 6 pénalités accordées aux Anglais lors du crunch du 19 février 1977, dans le tournoi des Cinq Nations  (un match au score étriqué, 4-3 pour les Bleus). Le match se joue au stade de Twickenham de l'époque, dans la boue et le vent. Quelques années plus tard, il rencontre Jean-Pierre Romeu, qui était en 1977 demi d’ouverture de l'équipe française. Il lui demande s'il se souvient de lui et de ce grand chelem obtenu par la France un peu grâce à lui. « Il m’a regardé de haut en bas », précise-t-il, « je portais des grosses bottes de pluie en plastique, à cause du mauvais temps, et il m’a répondu : “Alastair, je vois que vous portez toujours les mêmes chaussures…” ».

## Journalisme
Il continue à enseigner, et est quelquefois sollicité comme consultant rugby par des médias, jusqu'à ce qu'il choisisse de pratiquer le journalisme dans le domaine sportif à plein temps. Il travaille notamment sur la BBC Radio. Il est la voix du ballon ovale sur cette radio britannique. En 1999, il est diagnostiqué comme atteint de la sclérose en plaques et doit arrêter le journalisme en 2008, trop fatigué par la maladie pour pouvoir poursuivre.
Son dernier commentaire pour la BBC Radio 5 Live est pour la finale du championnat d'Angleterre de rugby à XV 2007-2008, à Twickenham, où les Wasps battent Leicester Tigers 26:16. Lawrence Dallaglio, capitaine des Waspas, lui dédie sa victoire ce jour-là. 
En 2008 également, il se voit attribuer le prix Helen Rollason de la BBC, de la personnalité sportive de l'Année pour son travail de sensibilisation sur la sclérose en plaques. Il est nommé Commandeur de l'Ordre de l'Empire Britannique (CBE) en 2009. Et la tribune réservée aux commentateurs radio, à Twickenham, porte aujourd’hui son nom.

## Lutte contre la sclérose en plaques
Alastair Hignell devient le patron de Multiple Sclerosis Research Centre (MSRC) (ce qui peut se traduire en Centre de ressources sur la Sclérose en plaques) en 2002,  en Grande-Bretagne, et est notamment actif dans la collecte de fonds pour lutter contre cette maladie. Depuis 2008, un certain nombre de groupes de volontaires, baptisés Higgy en son honneur, participent à des événements sportifs ou animent des manifestations destinés à collecter des fonds pour la MSRC.